# نادي سلوى الصباح
نادي سلوى الصباح الرياضي هو نادي كرة قدم كويتى. تأسس في عام 2009 وكان مخصص في البداية للرياضيات. انضم إلى دوري السيدات الكويتي في عام 2017 كنادٍ منافس رسمي.